# حيب اصابح (تعز)
حيب اصابح هي إحدى قرى الجمهورية اليمنية. تتبع جغرافيا لمحافظة تعز وإداريًا لمديرية الشمايتين. يبلغ تعداد سكانها 2876 نسمة حسب الإحصاء الذي أجري عام 2004.